# Taekwondo-Weltmeisterschaften 1991
Die 10. Taekwondo-Weltmeisterschaft 1991 fand vom 28. Oktober bis 3. November 1991 in Athen statt. Insgesamt wurden 16 Wettbewerbe in unterschiedlichen Gewichtsklassen ausgetragen, jeweils acht für Männer und Frauen. 434 Athleten aus 49 Nationen, darunter 273 Männer und 161 Frauen, nahmen an den Wettbewerben teil.

## Ergebnisse

### Männer
| Gewichtsklasse | Gold            | Silber             | Bronze              |
| -------------- | --------------- | ------------------ | ------------------- |
| - 50 kg        | Gergely Salim   | Chang Jung-san     | Sirous Razaei       |
| - 50 kg        | Gergely Salim   | Chang Jung-san     | Kang Cheol-woo      |
| - 54 kg        | Kim Cheol-ho    | Josef Salim        | Gabriel Esparza     |
| - 54 kg        | Kim Cheol-ho    | Josef Salim        | Django Tapilatu     |
| - 58 kg        | Ángel Alonso    | Sayen Najem        | Sun Sang-joon       |
| - 58 kg        | Ángel Alonso    | Sayen Najem        | Ekrem Boyalı        |
| - 64 kg        | Chang Heok      | Stefan Tapilatu    | Jorge Gonçalves     |
| - 64 kg        | Chang Heok      | Stefan Tapilatu    | Tamer Abdel Moneim  |
| - 70 kg        | Yang Dae-seung  | Abratique Ramilito | John Collison       |
| - 70 kg        | Yang Dae-seung  | Abratique Ramilito | Hiang Ming-jen      |
| - 76 kg        | Park Yong-woong | James Villasana    | Hisashi Kondo       |
| - 76 kg        | Park Yong-woong | James Villasana    | Hugo García Beltrán |
| - 83 kg        | Yoon Soon-cheul | Yejia Allam        | Herbert Pérez       |
| - 83 kg        | Yoon Soon-cheul | Yejia Allam        | Metin Şahin         |
| + 83 kg        | Tonny Sørensen  | Olive Schawe       | Miguell Jordán      |
| + 83 kg        | Tonny Sørensen  | Olive Schawe       | Amr Khairy          |

### Frauen
| Gewichtsklasse | Gold              | Silber            | Bronze                |
| -------------- | ----------------- | ----------------- | --------------------- |
| - 43 kg        | Elizabeth Delgado | Gulnur Yerlisu    | Chen Wu-shan          |
| - 43 kg        | Elizabeth Delgado | Gulnur Yerlisu    | Kim Jin-seong         |
| - 47 kg        | Arzu Tan          | Anita van der Pas | Mariela Valenzuela    |
| - 47 kg        | Arzu Tan          | Anita van der Pas | Wen Tang-hui          |
| - 51 kg        | Park Dong-seon    | Döndü Şahin       | Kathy Walker          |
| - 51 kg        | Park Dong-seon    | Döndü Şahin       | Rosario Solís         |
| - 55 kg        | Ling Tung-ya      | Ayşegül Ergin     | Josefina López        |
| - 55 kg        | Ling Tung-ya      | Ayşegül Ergin     | Adel Azza             |
| - 60 kg        | Jeong Eun-ok      | Chen Yi-an        | Minouchka Thielman    |
| - 60 kg        | Jeong Eun-ok      | Chen Yi-an        | Dolores Knoll         |
| - 65 kg        | Arlene Limas      | Coral Bisturer    | Cho Hyang-mi          |
| - 65 kg        | Arlene Limas      | Coral Bisturer    | Morfou Drosidou       |
| - 70 kg        | Yang In-deok      | Chavela Aaron     | Mónica Del Real Jaime |
| - 70 kg        | Yang In-deok      | Chavela Aaron     | Theano Ketesidou      |
| + 70 kg        | Lynette Love      | Yvonne Franssen   | Anna Widehov          |
| + 70 kg        | Lynette Love      | Yvonne Franssen   | Bettina Hipf          |

## Medaillenspiegel
| Platz | Land                   | Gold | Silber | Bronze | Gesamt |
| ----- | ---------------------- | ---- | ------ | ------ | ------ |
| 1     | Südkorea               | 8    | -      | 4      | 12     |
| 2     | Vereinigte Staaten     | 2    | 2      | 1      | 5      |
| 3     | Spanien                | 2    | 1      | 4      | 7      |
| 4     | Dänemark               | 2    | 1      | -      | 3      |
| 5     | Türkei                 | 1    | 3      | 2      | 6      |
| 6     | Chinesisch Taipeh      | 1    | 2      | 3      | 6      |
| 7     | Niederlande            | -    | 2      | 2      | 4      |
| 8     | Kanada                 | -    | 2      | -      | 2      |
| 9     | Ägypten                | -    | 1      | 3      | 4      |
| 10    | Deutschland            | -    | 1      | 1      | 2      |
| 11    | Philippinen            | -    | 1      | -      | 1      |
| 12    | Mexiko                 | -    | -      | 3      | 3      |
| 13    | Griechenland           | -    | -      | 2      | 2      |
| 14    | Argentinien            | -    | -      | 1      | 1      |
|       | Australien             | -    | -      | 1      | 1      |
|       | Brasilien              | -    | -      | 1      | 1      |
|       | Vereinigtes Königreich | -    | -      | 1      | 1      |
|       | Iran                   | -    | -      | 1      | 1      |
|       | Japan                  | -    | -      | 1      | 1      |
|       | Schweden               | -    | -      | 1      | 1      |

## Quelle
- Ergebnisseite der WTF (englisch) (Abgerufen am 17. November 2010)